# Silicio
Il silicio è l'elemento chimico che ha come simbolo Si.

## Storia
Il silicio (dal latino silex, silicis che significa selce, divenuto silicium nel latino scientifico) venne identificato per la prima volta da Antoine Lavoisier nel 1787 senza però poterlo isolare, e venne successivamente scambiato per un composto da Humphry Davy nel 1808. Nel 1811 Gay Lussac e Thenard probabilmente prepararono del silicio amorfo impuro attraverso il trattamento del tetrafluoruro di silicio con potassio fuso nel 1811. Nel 1824 Berzelius preparò del silicio amorfo usando all'incirca lo stesso metodo di Gay Lussac. Berzelius inoltre purificò il prodotto attraverso successivi lavaggi. A lui viene riconosciuta la scoperta dell'elemento.

## Chimica nucleare
Il silicio ha come numero atomico 14, massa atomica 28,0855 u e massa monoisotopica pari a 27,976926534 u.

### Isotopi
Dell'elemento silicio si conoscono almeno ventitré isotopi, i cui numeri di massa vanno da A = 22 ad A = 44. Tra questi, gli isotopi del silicio presenti in natura sono tre: 28Si (92,23%), 29Si (4,67%), 30Si (3,10%). Tutti e tre sono isotopi stabili.

#### Isotopi stabili
Il 28Si (spin 0), ha i protoni e i neutroni in rapporto 1:1 ed è l'isotopo di gran lunga più abbondante del silicio. Il suo nucleo si forma preponderantemente nel processo di fusione dell'ossigeno all'interno di stelle massive e in supernove di tipo Ia, insieme a quantità parecchio minori degli altri due isotopi 29Si e 30Si, dato che il 28Si si forma anche attraverso il processo alfa (7 particelle α). Nel collasso e successiva esplosione di supernovae di tipo II tale processo è poi seguíto proprio da quello della fusione del silicio, che rappresenta lo stadio finale sella nucleosintesi stellare.
Il 29Si (spin 1/2) è l'unico nuclide del silicio ad avere uno spin nucleare, rendendo possibile l'applicazione su di esso della risonanza magnetica nucleare per i composti di silicio; il valore di 1/2 comporta assenza di momento di quadrupolo nucleare e questo permette di ottenere spettri ad alta risoluzione. La recettività del nuclide è ben accettabile, essendo più che doppia rispetto a quella del 13C.
Il 30Si (spin 0) trova applicazioni nella produzione del radionuclide Si-31, in studi sulla diffusività degli atomi di silicio e in microelettronica. In particolare si esamina la possibilità di irradiare con neutroni (attivazione neutronica) dei chip di silicio in modo da trasformare il Si-30 in Si-31; questo, decadendo a P-31 (stabile), permette un drogaggio controllato di tipo N del chip stesso.

#### Isotopi radioattivi
Tolti i tre isotopi stabili, restano venti isotopi radioattivi del silicio. Di questi, i più longevi ed anche i più importanti sono due: il 31Si e il  32Si. Gli altri hanno emivite inferiori a 7 secondi.
| Isotopo | Spin | Decadimento | Risultato | Emivita | Energia rilasciata |
| ------- | ---- | ----------- | --------- | ------- | ------------------ |
| 26Si    | 0    | β+          | 26Al      | 2,234 s | 4,04 MeV           |
| 27Si    | 5/2  | β+          | 27Al      | 4,16 s  | 3,79 MeV           |
| 31Si    | 3/2  | β−          | 31P       | 2,622 h | 1,492 MeV          |
| 32Si    | 0    | β−          | 32P       | 153 y   | 224,3 keV          |
| 33Si    | 3/2  | β−          | 33P       | 6,11 s  | [ 23 ]             |

## Abbondanza e disponibilità

Struttura chimica della silice (diossido di silicio)

Si tratta di un elemento in tracce che costituisce circa il 27,6% della crosta terrestre sotto forma di biossido di silicio. Il silicio non si trova libero in natura, ma si presenta principalmente sotto forma di ossidi e silicati. Alcune delle forme di ossido includono sabbia, quarzo, cristallo di rocca, ametista, agata, selce, diaspro e opale. Tra i numerosi minerali silicatici troviamo granito, orneblenda, amianto, feldspato e mica argillosa.
Di conseguenza i livelli naturali di silicio sono bassi, tuttavia l'alterazione chimica e biologica, da parte di piante, alghe e licheni, rilascia silicio dai minerali stabili, aumentandone la biodisponibilità.
| Matrice          | kg/kg       |
| ---------------- | ----------- |
| Crosta terrestre | 2,82 x 10−1 |
| Crosta superiore | 3,08 x 10−1 |
| Acqua di mare    | 2,2 x 10−6  |

La concentrazione di silicio nell'acqua dipende dalla geologia circostante. La silice presente negli alimenti proviene da fonti naturali, tra cui particelle di terreno aderenti alla superficie delle verdure, e può essere aggiunta tramite additivi. I frutti di mare sono ricchi di silicio con le cozze che presentatno i livelli più elevati.
| Alimento                   | mg/100g      |
| -------------------------- | ------------ |
| Frutta secca               | 10,54 ± 5,44 |
| Cereali per la colazione   | 7,79 ± 6,31  |
| Farina per il pane         | 2,87 ± 1,60  |
| Birra                      | 1,92 ± 0,66  |
| Biscotti                   | 1,56 ± 0,56  |
| Riso                       | 1,54 ± 1,00  |
| Legumi                     | 1,46 ± 1,23  |
| Vino                       | 1,35 ± 0,85  |
| Frutta fresca e in scatola | 1,34 ± 1,30  |
| Pasta                      | 1,11 ± 0,47  |
| Tè e caffè                 | 0,51 ± 0,28  |
| Succo di frutta            | 0,38 ± 0,53  |
| Acqua del rubinetto        | 0,37 ± 0,13  |
| Liquori                    | 0,13 ± 0,04  |
| Carne e derivati           | 0,1 – 1,89   |
| Latte e derivati           | 0,07 – 0,47  |

## Caratteristiche atomiche
È il secondo elemento del gruppo 4, 3° periodo della tavola periodica degli elementi. l'omologo del carbonio, con il quale ha in comune la tetravalenza.
| Configurazione elettronica  | [Ne]3s23p2                     | [Ne]3s23p2                     |
| Stati di ossidazione        | -4, -3, -2, -1, +1, +2, +3, +4 | -4, -3, -2, -1, +1, +2, +3, +4 |
| Energia di ionizzazione     | 1°                             | 786.518                        |
| Energia di ionizzazione     | 2°                             | 1.577,134                      |
| Energia di ionizzazione     | 3°                             | 3.231,585                      |
| Energia di ionizzazione     | 4°                             | 4.355,523                      |
| Energia di ionizzazione     | 5°                             | 16.090,571                     |
| Energia di ionizzazione     | 6°                             | 19.805,55                      |
| Energia di ionizzazione     | 7°                             | 23.783,6                       |
| Energia di ionizzazione     | 8°                             | 29.287,16                      |
| Affinità elettronica        | 1,389517 ± 0,000044 eV         | 1,389517 ± 0,000044 eV         |
| Elettronegatività (Pauling) | 1,90                           | 1,90                           |
| Polarizzabilità             | 37,3(7)                        | 37,3(7)                        |
| Raggio atomico              | 2,10 Å                         | 2,10 Å                         |
| Raggio ionico               | 40 pm (+4)                     | 40 pm (+4)                     |
| Raggio covalente            | 1,14 Å                         | 1,14 Å                         |
| Raggio di Van der Waals     | 210 pm                         | 210 pm                         |

## Metodi di preparazione
La preparazione del silicio monocristallino utilizzato nelle celle fotovoltaiche viene prodotto partendo dalla sabbia. Il silicio viene separato dall'ossigeno, purificato, fuso e quindi ricristallizzato in specifiche condizioni al fine di ridurre al minimo le impurità e i difetti.
Con i processi ad oggi disponibili è possibile produrre lingotti monocristallini di silicio ad elevata purezza alti due metri con un diametro di circo 30 cm che pesano quintali. Il cristallo così ottenuto viene tagliato a fette (wafer) che viene quindi sottoposto a specifiche lavorazioni in base al risultato che si vuole ottenere.
Il silicio viene preparato commercialmente tramite riscaldamento di silice ad elevato grado di purezza, in una fornace elettrica usando elettrodi di carbonio. A temperature superiori a 1900 °C, il carbonio riduce la silice in silicio secondo l'equazione chimica:
{\displaystyle {\ce {SiO2 + 2C -> Si + 2CO}}}
Il silicio liquido si raccoglie in fondo alla fornace, e viene quindi prelevato e raffreddato. Il silicio prodotto tramite questo processo viene chiamato silicio di grado metallurgico (MGS) ed è puro al 98%.Un eccesso di carbonio può portare alla formazione del carburo di silicio:
{\displaystyle {\ce {SiO2 + C -> SiO + CO}}}
{\displaystyle {\ce {SiO + 2C -> SiC + CO}}}
Comunque, se la concentrazione di SiO2 è mantenuta elevata, il carburo di silicio può essere eliminato:
{\displaystyle {\ce {2SiO2 + SiC -> 3Si + 2CO}}}
Per raggiungere gradi di purezza superiori necessari ad esempio per realizzare dispositivi elettronici a semiconduttore, è necessario praticare un'ulteriore purificazione ad esempio con il metodo Siemens.

### Purificazione

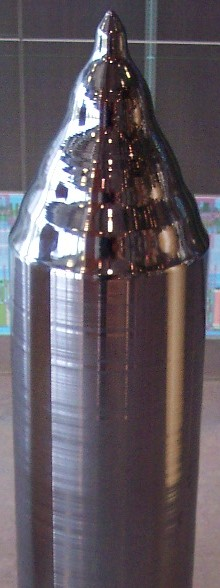
Barra monocristallina di silicio

L'uso del silicio nei semiconduttori richiede una purezza più elevata di quella fornita dal silicio di grado metallurgico. Storicamente sono stati usati un numero di metodi diversi per produrre silicio ad alta purezza.

#### Metodi fisici
Nella fusione a zona, il primo metodo di purificazione del silicio ad essere utilizzato su scala industriale, sbarre di silicio di grado metallurgico venivano riscaldate partendo da una delle sue estremità, fino a quando questa iniziava a fondersi. Il riscaldatore quindi veniva lentamente spostato lungo la barra mantenendo una piccola porzione fusa mentre il silicio si raffreddava e risolidificava dietro di essa.
Poiché la maggior parte delle impurità tendeva a rimanere nella parte fusa piuttosto che risolidificarsi, alla fine del processo queste si erano spostate nell'ultima parte della barra ad essere fusa. Questa estremità veniva quindi tagliata e gettata, ripetendo il processo se una purezza più elevata era necessaria.

#### Metodi chimici
Nel processo Siemens, sbarre di silicio ultrapuro sono esposte al triclorosilano a 1150 °C; il gas di triclorosilano si decompone e deposita dell'altro silicio sulla barra, allargandola secondo la reazione chimica:
{\displaystyle {\ce {2 HSiCl3 -> Si + 2 HCl + SiCl4}}}
Il silicio prodotto da questo e da processi simili viene chiamato silicio policristallino. Il silicio policristallino ha un livello di impurità pari a 1 parte per miliardo o inferiore. Per un certo periodo, la DuPont produsse silicio ultrapuro facendo reagire il tetracloruro di silicio con vapori di zinco ad alta purezza a 950 °C, producendo silicio secondo la formula:
{\displaystyle {\ce {SiCl4 + 2 Zn -> Si + 2 ZnCl2}}}
Questa tecnica era afflitta da problemi pratici (come il cloruro di zinco, un sottoprodotto, che si solidificava bloccando le linee) e venne abbandonata a favore del processo Siemens.

### Silicio drogato
Il silicio in forma cristallina può essere drogato utilizzando:
- elementi del V gruppo (es. As, P) in grado di donare il loro quinto elettrone di valenza e diventare cariche positive fisse del reticolo;
- elementi del III gruppo (es. B) che accettano un elettrone dal silicio per chiudere il quarto legame covalente creando un vuoto mobile e diventando cariche negative fisse del reticolo;
- sia accettori che donatori di elettroni.

## Caratteristiche chimico-fisiche
A differenza del carbonio, ma come il germanio, il silicio è un metalloide. La polvere di silicio amorfo si presenta come una polvere marrone scuro più densa dell'acqua. Brucia facilmente quando esposta al calore o alle fiamme e può essere difficile da estinguere. L'acqua potrebbe non essere efficace per spegnere le fiamme.
Se asciutto, può essere caricato elettrostaticamente. Nella sua forma cristallina, il silicio è presente sottoforma di cristalli aghiformi da neri a grigi e lucenti. Il silicio elementare trasmette più del 95% di tutte le lunghezze d'onda dell'infrarosso tra 1,3 e 6,7 μm.
| Configurazione elettronica                   | [Ne]3s23p2                     |
| Energia di ionizzazione                      | 8,15169 eV                     |
| Affinità protonica                           | 837 kJ/mol                     |
| Affinità elettronica                         | 1,389517 ± 0,000044 eV         |
| Basicità del gas                             | 814,1 kJ/mol                   |
| Energia di ionizzazione del legame covalente | 1,2 eV a -273,15 °C            |
| Stati di ossidazione                         | -4, -3, -2, -1, +1, +2, +3, +4 |

| Punto di ebollizione                                                                    | 2.355 °C |
| Punto di fusione                                                                        | 1.410 °C |
| Entalpia standard di formazione del gas (ΔfH°gas)                                       | 450,00 kJ/mol |
| Entalpia standard di formazione del liquido (ΔfH°liquido)                               | 48,47 kJ/mol |
| Entalpia di vaporizzazione                                                              | 16 kJ/g |
| Entropia di formazione del gas (S°gas,1 bar)                                            | 167,98 J/mol*K |
| Entropia di formazione del liquido (S°liquido,1 bar)                                    | 44,46 J/mol*K |
| Entropia di formazione del solido (S°solido)                                            | 18,82 J/mol*K |
| Coefficiente di dilatazione termica al congelamento                                     | 9,5% |
| Calore latente di vaporizzazione                                                        | 385 kJ/mol |
| Calore specifico                                                                        | 0,71 J/g K |
| Potere calorifico                                                                       | -9,0550 x 10+8 J/kmol |
| Tensione superficiale del silicio liquido                                               | 736 dyn/cm al punto di fusione 720 dyn/cm a 1.500 °C                                                                               |
| Parametri dell'equazione di Antoine (T= 1.723,85 - 2.286,85 °C)                         | A = 9,56436 B = 23.308,848 C = -123,133                                                                                            |
| Coefficienti dell'equazione di Shomate per la fase solida (T = 24,85 - 1.411,85 °C)     | A = 22.81719 B = 3.899510 C = -0.082885 D = 0.042111 E = -0.354063 F = -8.163946 G = 43.27846 H = 0.000000                         |
| Coefficienti dell'equazione di Shomate per la fase liquida (T = 1.411,85 - 3.231,47 °C) | A = 27.19604 B = -1.198306×10-10 C = 5.353262×10-11 D = -6.956612×10-12 E = -4.294375×10-12 F = 40.36163 G = 77.37178 H = 48.46997 |
| Coefficienti dell'equazione di Shomate per la fase gassosa (T = 3.231,47 - 5.726,85 °C) | A = 14.59321 B = 5.224644 C = -1.078879 D = 0.074000 E = 2.309405 F = 450.3365 G = 190.2494 H = 450.0018                           |

| Pressione di vapore | 1 Pa a 1.635 °C 10 Pa a 1.829 °C 100 Pa a 2.066 °C 1 kPa a 2.363 °C 10 kPa a 2.748 °C 100 kPa a 3.264 °C |
| Volume critico      | 232,6 cm3/mol                                                                                            |

Nel silicio monocristallino, la struttura molecolare è uniforme, poiché l'intera struttura cresce a partire dallo stesso cristallo. Questa uniformità è ideale per il trasferimento efficiente degli elettroni attraverso il materiale. Il silicio semicristallino è composto da diversi cristalli più piccoli o grani, che introducono barriere. Queste barriere ostacolano il flusso degli elettroni e li incoraggiano a ricombinarsi con le lacune. Tuttavia, il silicio semicristallino è molto meno costoso da produrre rispetto al silicio monocristallino.
| Densità                                           | 2,33 g/cm3 a 25 °C/4 °C                            | 2,33 g/cm3 a 25 °C/4 °C                            | 2,33 g/cm3 a 25 °C/4 °C                            |
| Densità atomica                                   | 5 x 10+22 atomi/cm3                                | 5 x 10+22 atomi/cm3                                | 5 x 10+22 atomi/cm3                                |
| Densità del solido al punto di fusione            | 2,30 g/cm3                                         | 2,30 g/cm3                                         | 2,30 g/cm3                                         |
| Densità del liquido al punto di fusione           | 2,51 g/cm3                                         | 2,51 g/cm3                                         | 2,51 g/cm3                                         |
| Struttura cristallina                             | diamante-cubico a facce centrate                   | diamante-cubico a facce centrate                   | diamante-cubico a facce centrate                   |
| Classe (H-M)                                      | m3m (4/m 3 2/m) - esottaedrica                     | m3m (4/m 3 2/m) - esottaedrica                     | m3m (4/m 3 2/m) - esottaedrica                     |
| Gruppo spaziale                                   | Fd3m                                               | Fd3m                                               | Fd3m                                               |
| Parametro della cella (a)                         | 5,431 Å                                            | 5,431 Å                                            | 5,431 Å                                            |
| Volume della cella                                | 160,19 Å³                                          | 160,19 Å³                                          | 160,19 Å³                                          |
| Costante reticolare a 25 °C                       | 5,41987 x 10−8 cm                                  | 5,41987 x 10−8 cm                                  | 5,41987 x 10−8 cm                                  |
| Modulo di compressibilità                         | 0,978 a 25 x 10+3 kg/cm2 0,940 a 100 x 10+3 kg/cm2 | 0,978 a 25 x 10+3 kg/cm2 0,940 a 100 x 10+3 kg/cm2 | 0,978 a 25 x 10+3 kg/cm2 0,940 a 100 x 10+3 kg/cm2 |
| Costante dielettrica                              | 13                                                 | 13                                                 | 13                                                 |
| Mobilità elettronica a 26,85 °C                   | 1.500 cm²/volt/sec                                 | 1.500 cm²/volt/sec                                 | 1.500 cm²/volt/sec                                 |
| Costante di diffusione degli elettroni a 26,85 °C | 38                                                 | 38                                                 | 38                                                 |
| Mobilità delle lacune a 26,85 °C                  | 500 cm²/volt/sec                                   | 500 cm²/volt/sec                                   | 500 cm²/volt/sec                                   |
| Costante di diffusione delle lacune a 26,85 °C    | 13                                                 | 13                                                 | 13                                                 |
| Densità di carica intrinseca a 26,85 °C           | 1,5 × 10¹⁰                                         | 1,5 × 10¹⁰                                         | 1,5 × 10¹⁰                                         |
| Scala di durezza                                  | Knoop                                              | 950 - 1.150                                        | 950 - 1.150                                        |
| Scala di durezza                                  | Mohs                                               | 7                                                  | 7                                                  |
| Tensione superficiale al punto di fusione         | 885 mJ/m2                                          | 885 mJ/m2                                          | 885 mJ/m2                                          |
| Indice di rifrazione                              | λ = 1,5 μm                                         | T = − 243,15 °C                                    | 8,61 e−05                                          |
| Indice di rifrazione                              | λ = 1,5 μm                                         | T = − 198,15 °C                                    | 1,35 e−04                                          |
| Indice di rifrazione                              | λ = 1,5 μm                                         | T = − 173,15 °C                                    | 1,2 e−04                                           |
| Indice di rifrazione                              | λ = 1,5 μm                                         | T = − 73,15 °C                                     | 9,16 e−05                                          |
| Indice di rifrazione                              | λ = 1,5 μm                                         | T = 21,85 °C                                       | 8,67 e−05                                          |
| Indice di rifrazione                              | λ = 3 μm                                           | T = − 243,15 °C                                    | 5 e−05                                             |
| Indice di rifrazione                              | λ = 3 μm                                           | T = − 198,15 °C                                    | 1,08 e−04                                          |
| Indice di rifrazione                              | λ = 3 μm                                           | T = − 173,15 °C                                    | 9,14 e−05                                          |
| Indice di rifrazione                              | λ = 3 μm                                           | T = − 73,15 °C                                     | 5,52 e−05                                          |
| Indice di rifrazione                              | λ = 3 μm                                           | T = 21,85 °C                                       | 4,55 e−05                                          |
| Indice di rifrazione                              | λ = 4 μm                                           | T = − 243,15 °C                                    | 4,94 e−05                                          |
| Indice di rifrazione                              | λ = 4 μm                                           | T = − 198,15 °C                                    | 1,07 e−04                                          |
| Indice di rifrazione                              | λ = 4 μm                                           | T = − 173,15 °C                                    | 9,07 e−05                                          |
| Indice di rifrazione                              | λ = 4 μm                                           | T = − 73,15 °C                                     | 5,44 e−05                                          |
| Indice di rifrazione                              | λ = 4 μm                                           | T = 21,85 °C                                       | 4,47e−05                                           |
| Indice di rifrazione                              | λ = 5 μm                                           | T = − 243,15 °C                                    | 4,47e−05                                           |
| Indice di rifrazione                              | λ = 5 μm                                           | T = − 198,15 °C                                    | 1,07 e−04                                          |
| Indice di rifrazione                              | λ = 5 μm                                           | T = − 173,15 °C                                    | 9 e−05                                             |
| Indice di rifrazione                              | λ = 5 μm                                           | T = − 73,15 °C                                     | 5,42 e−05                                          |
| Indice di rifrazione                              | λ = 5 μm                                           | T = 21,85 °C                                       | 4,46 e−05                                          |

| Viscosità dinamica del silicio liquido   | 0,88 cP al punto di fusione 0,7 cP a 1.500 °C     |
| Viscosità cinematica del silicio liquido | 0,347 cSt al punto di fusione 0,28 cSt a 1.500 °C |
| Banda proibita                           | 1,106 eV                                          |
| Capacità termica media (16 - 100 °C)     | 0,1774 cal/g/°C                                   |
| Conducibilità termica                    |                                                   |

## Caratteristiche chimiche
Il silicio elementare risulta:
- insolubile in acqua, acido nitrico e acido cloridrico
- solubile in una miscela di acido nitrico e fluoridrico, alcali, ossidi alcalini fusi.

### Spettri analitici
- atomico[61]
- fotoelettronico a raggi X[62]
- 1D NMR[63]
- Raman[64]

### Composti
Nei composti il silicio compare esclusivamente con valenza 4, infatti l'Si+2 forma composti poco stabili, tra cui uno dei più conosciuti è il monossido di silicio, un solido vetroso che tende a disproporzionare a Si e silice.
Sia con il carbonio che con il germanio, il silicio forma composti cristallini 1:1 (SiC, carburo di silicio e SiGe, germaniuro di silicio), entrambi semiconduttori IV-IV. Il silicio fuso è immiscibile sia nello stagno fuso che nel piombo fuso.
La dissoluzione del silicio dai minerali del suolo in acqua porta alla formazione, per idrolisi, di specie di silice solubili. Al di sotto del pH 9 e con una concentrazione totale di silicio inferiore a 2 mM, il silicio è presente principalmente sotto forma di acido ortosilicico Si(OH)₄, la specie più stabile a basse concentrazioni dell'elemento. A pH neutro, questa specie tetraedrica e neutra è relativamente inerte, ma può subire reazioni di polimerizzazione per formare specie di silice di dimensioni maggiori (acido polisilicico), specialmente a concentrazioni di silicio superiori a 2-3 mM. Si ritiene che solo in soluzioni molto diluite il monomero si trovi nella sua forma pura, poiché spesso è presente anche il dimero [(HO)₃Si-O-Si(OH)₃], mai oltre il 2%, anche in soluzioni con concentrazioni di silicio ben inferiori a 2 mM.
A concentrazioni di silicio superiori a 2 mM, Si(OH)₄ subisce polimerizzazione formando piccoli oligomeri (trimeri e tetrameri lineari e ciclici o decameri ciclici) e, a concentrazioni molto superiori a 2 mM, si formano anche piccole specie colloidali che, aggregandosi, portano alla formazione di un precipitato amorfo che, a pH neutro (pH 6-7), assume la forma di un gel.
Alcuni esempi di composti contenenti silicio sono: l'acido silicilico o silice (SiO3), il solfuro di silicio (SiS3), il cloruro di silicio (SiCl3), il clorosolfuro di silicio (SiSCl2), il bromuro di silicio (SiBr3), il fluoruro di silicio (SiF3), l'acido idrofluosilicico (H3Si2F9), il siliciuro di potassio, il carburo di silicio (SiC4) e il nitruro di silicio.
Esistono inoltre gli esteri ortosilicici (R4SiO4) dove R è un radicale organico. Il silicio può legarsi attraverso l'atomo di azoto con proteine, amminoacidi, aminozuccheri e carboidrati, formando il legame Si-O-C(N).

### Reazioni
Si tratta di un forte agente riducente che reagisce violentemente con:
- fluoruro d'argento
- cloro
- fluoro
- ossidanti
- calcio
- carburo di cesio
- carbonati alacalini

Una miscela di silicio, alluminio e ossido di piombo esplode quando viene riscaldata. Quando il trifluoruro di manganese viene riscaldato nel vetro, si verifica una reazione violenta che coinvolge il silicio presente nel vetro stesso. La reazione tra il silicio e la lega sodio-potassio produce siliciuro di sodio, che è spontaneamente infiammabile all'aria.
Durante la riduzione dell'esafluoruro di iridio, dell'esafluoruro di osmio o dell'esafluoruro di renio con il silicio per ottenere i pentafluoruri, gli esafluoruri non devono essere condensati direttamente sulla polvere di silicio non diluita, altrimenti potrebbero verificarsi esplosioni. Lo stesso vale per l'esafluoruro di molibdeno e l'esafluoruro di uranio.

#### Ulteriori reazioni
{\displaystyle {\ce {(HSi- * 4294967295Si) + Si -> HSi-}}}   ΔrH° = 350 ± 13 kJ/mol
{\displaystyle {\ce {(Si4^- * 4294967295Si) + Si -> Si4-}}}   ΔrH° = 411 ± 29 kJ/mol
{\displaystyle {\ce {Si + CH4 -> H2 + SiCH2}}}
{\displaystyle {\ce {Si + CO -> C + SiO}}}
{\displaystyle {\ce {Si + CO2 -> CO + SiO}}}
{\displaystyle {\ce {Si + 2NaOH + H2O -> Na2SiO3 + 2H2 ^}}}
{\displaystyle {\ce {Si + NO -> SiO + N}}}
{\displaystyle {\ce {Si + N2O -> NO + Si3N4}}}
{\displaystyle {\ce {Si + N2O -> N2 + SiO}}}
{\displaystyle {\ce {Si + SiCl4 -> SiCl2 + SiCl2}}}
{\displaystyle {\ce {Si + SiH4 -> Si2H4}}}
{\displaystyle {\ce {SiCl3 + 3HS -> 3HCl +SiS3}}}
{\displaystyle {\ce {SiCl3 + 3HO -> 3HCl + SiO3}}}
{\displaystyle {\ce {Si2Cl3, 2HCl + 5OH -> 5HCl + Si2O3,2OH}}}
{\displaystyle {\ce {SiH2 -> H2 + Si}}}
{\displaystyle {\ce {SiO2 + 6HF -> H2SiF6 + 2 H2O}}}
{\displaystyle {\ce {2SiO3 + 9HFl -> 6OH + 2SiFl3,3HFl}}}
{\displaystyle {\ce {H3SiSiH -> Si + SiH4}}}
{\displaystyle {\ce {SiH2Cl2 -> Si + 2HCl}}}

### Determinazione
Il composto può essere determinato:
- in sangue, urina e feci, mediante microscopia elettronica a scansione e analisi a raggi X a dispersione di energia[79]
- nei tessuti biologici, mediante la tecnica PIXE[80]
- nell'aria, utilizzando la spettroscopia di fluorescenza a raggi X[79]
- negli ammendanti calcareo-magnesiaci, utilizzando un metodo colorimetrico[81]
- nei mangimi per animali, utilizzando l'ICP-MS[82]
- utilizzando una tecnica di chemioluminescenza[83]

### Ruolo biologico

#### Diatomee
Risalenti ai periodi Giurassico, Cretaceo e persino Devoniano, le diatomee sono un gruppo di alghe unicellulari che formano sedimenti diatomici. Questi depositi si presentano sotto forma di ardesia o terra di diatomee sciolta e, nella sua forma pura e non lavorata, comprendono in media l'85-90% di biossido di silicio in forma amorfa.

#### Spugne
Le specie appartenenti alla classe delle Hyalospongiae (spugne a 6 raggi) presentano uno scheletro siliconico-organico costituito da bastoncelli circondati da un'ampia matrice organica, mentre quelle appartenenti alla classe delle Demospongiae presentano spicole silicee. In entrambi i casi vi sono evidenze fossili della presenza dei tali strutture.

#### Piante
Le piante assorbono e accumulano silicio dal suolo e dalle soluzioni del terreno, incorporandolo come componente strutturale per conferire forza e rigidità agli steli, come avviene nei cereali e nelle graminacee. Alcune piante, come l’equiseto (E. arvense), necessitano del silicio come elemento essenziale. Queste piante, definite accumulatori di Si, sono generalmente monocotiledoni, tra cui cereali, graminacee (es. riso) e alcune piante erbacee.
Queste accumulano da 10 a 20 volte più silicio rispetto alle dicotiledoni (es. legumi). Infatti, alcune monocotiledoni assorbono e trasportano attivamente il silicio e di recente sono stati identificati geni correlati al silicio. Le piante producono silice biogena (fitolitica), spesso associata ai componenti polisaccaridici/carboidrati della parete cellulare.
Le piante assorbono naturalmente l'acido silicico, che viene polimerizzato in corpi solidi di silice, cellule di silice o fitoliti. In questi fitoliti, l'idrogeno e la cellulosa si legano all'interno delle pareti cellulari sotto forma di biossido di silicio, SiO₂·nH₂O.

#### Essere umano
Il silicio è stato a lungo considerato un contaminante universale inerte senza proprietà biologiche o tossicologiche, "un promemoria fortuito della nostra origine geochimica o un indicatore dell'esposizione ambientale". Studi sugli animali condotti negli anni '70 hanno riportato che una carenza di silicio provoca difetti nei tessuti connettivi e scheletrici, ovvero che il silicio è concentrato nella zona di mineralizzazione dell'osso in crescita.
Il silicio è un elemento chimico necessario in minime quantità (1 - 2 g) per la corretta crescita, sviluppo e fisiologia dell'organismo. In generale, il silicio è coinvolto nel metabolismo del tessuto connettivo ed è importante per la biosintesi del collagene e dei glicosaminoglicani, necessari per la formazione ossea. Inoltre, il silicio è essenziale per il funzionamento della polidrossilasi, responsabile della formazione di collagene, elastina, cartilagine e altri tessuti connettivi. La carenza di silicio può causare ossa deboli e malformate, osteoporosi, morbo di Alzheimer, decalcificazione ossea, malattie cardiovascolari e aterosclerosi.
Il silicio è inoltre coinvolto nel mantenimento e nella crescita di capelli e unghie. Un eccesso di silicio può causare emolisi dei globuli rossi e causare alterazioni cellulari come conseguenza diretta. La farmacopea sta esaminando eventuali utilizzi di composti organici del silicio per lo sviluppo di farmaci.
La principale via di ingresso del silicio nel corpo è attraverso il tratto gastrointestinale. Tuttavia, l'assorbimento gastrointestinale, il metabolismo e l'escrezione del silicio sono ancora poco compresi. L'assorbimento del silicio inoltre è fortemente influenzato dalla forma della silice ingerita ed è correlato alla velocità di produzione delle specie di silice solubili e assorbibili. L'escrezione urinaria di silicio, considerata un buon indicatore dell'assorbimento, è correlata all'assunzione alimentare di questo elemento.
Charnot e Pérès hanno suggerito che il metabolismo del silicio sia controllato dagli ormoni steroidei e tiroidei e che un'attività ormonale o tiroidea insufficiente o ridotta, come avviene con l'invecchiamento, diminuisce l'assorbimento del silicio.

### Tossicologia
Il silicio può causare irritazione meccanica agli occhi e alle vie respiratorie con tosse. Se bruciato emette gas tossici. L'esposizione prolungata al biossido di silicio può provocare la silicosi.
| TWA             | 10 mg/m3 (totale) 5 mg/m3 (respirabile)   |
| REL-TWA         | 10 mg/m³ (totale) 5 mg/m³ (respirabile)   |
| PEL             | 15,0 mg/m3 (totale) 5 mg/m3 (respirabile) |
| PEL-TWA (8 ore) | 15,0 mg/m3 (totale) 5 mg/m3 (respirabile) |

| Organismo | Test | Somministrazione | Dose       |
| --------- | ---- | ---------------- | ---------- |
| Ratto     | DL50 | orale            | 3160 mg/kg |
| Ratto     | LDLo | intraperitoneale | 500 mg/kg  |

## Applicazioni
- in forma elementare nell'industria elettronica (es. diodi, transistor, circuiti integrati, microprocessori)[103]
- il silicio metallico, generalmente ferrosilicio, viene prodotto in forni elettrici ad arco sommerso, viene utilizzato nelle leghe di alluminio e per la produzione di sostanze chimiche, in particolare siliconi[104]
- la silice, sottoforma di quarzo o quarzite, viene utilizzata per produrre ferroleghe di silicio e silicio metallico[104]
- la silice viene anche utilizzata come eccipiente e glidante nella preparazione dei farmaci[105]
- il silicio ad alta purezza e in forma drogata viene utilizzato come semiconduttore (es. pannelli solari, batterie)[57][106]
- nella produzione del vetro[107]
- come abrasivo
- negli indurenti
- negli stucchi
- nella produzione di composti con matrice MALDI per polimeri sintetici
- nelle leghe di acciaio[108][109]
- nei calcestruzzi[71]
- nei sigillanti[110]
- nei prodotti cosmetici
- nelle protesi[26]
- negli integratori alimentari[84]
- nei rivestimenti per superfici metalliche[109]
- nella produzione di materiali ceramici (es. ceramica SiAlON)[71][111]
- nei materiali refrattari
- in alcuni componenti motoristici (rotori, camere di combustione, pistoni)
- in alcuni componenti per l'ingegneria chimica e di processo
- costruzioni meccaniche (cuscinetti a sfera)
- filtri antiparticolato per i motori diesel[71]
- Il silicio policristallino si utilizza nell'elettronica di consumo e nel fotovoltaico, in particolare il silicio policristallino a bassa temperatura si usa per gli schermi TFT LCD e per ottenere display per smartphone, smartwatch e altri dispositivi che abbiano una frequenza d'aggiornamento variabile (LTPO).[112]

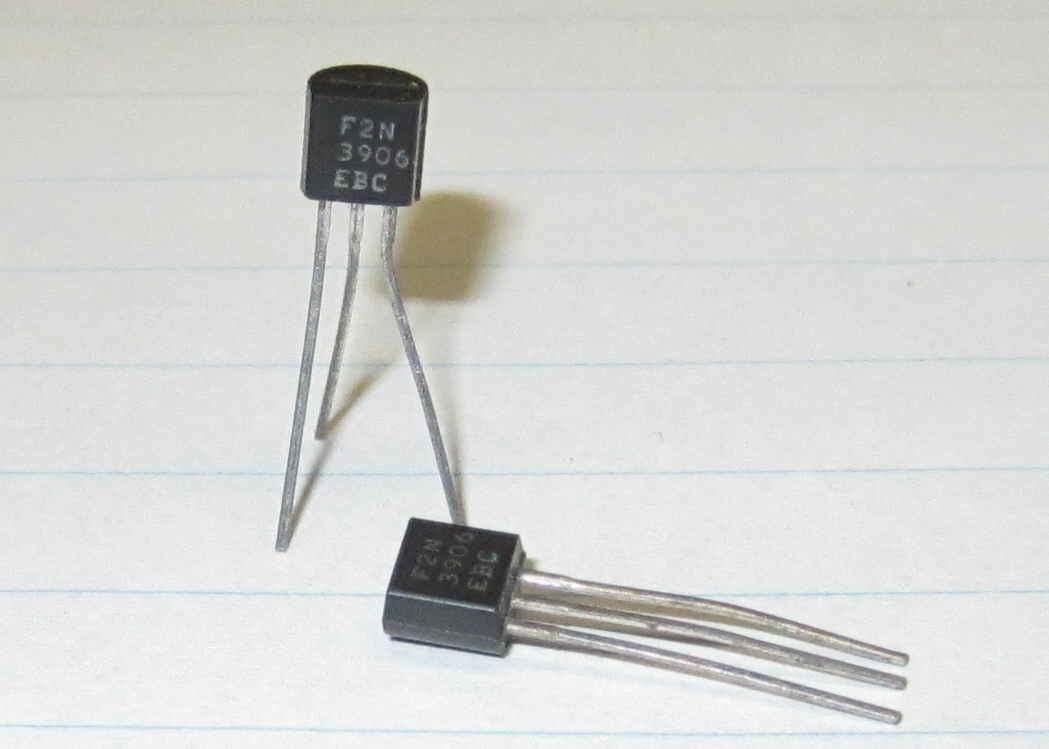
Transistor al silicio
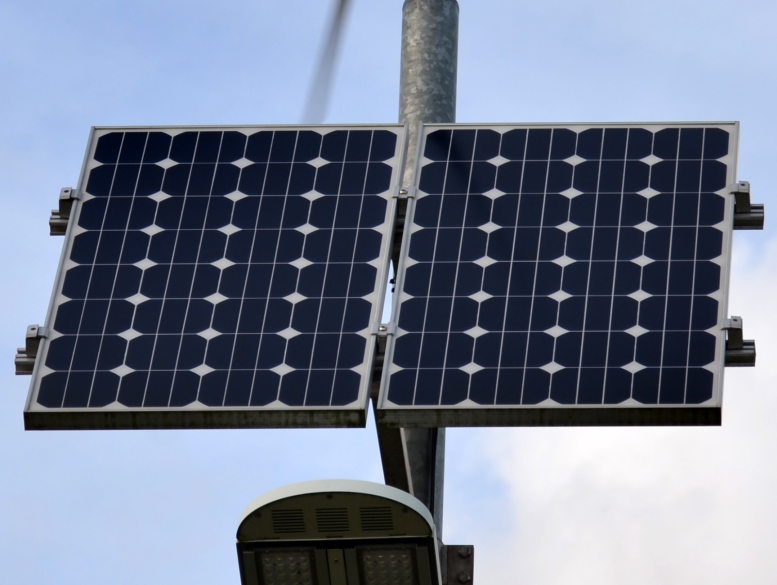
Pannelli fotovoltaici in silicio monocristallino
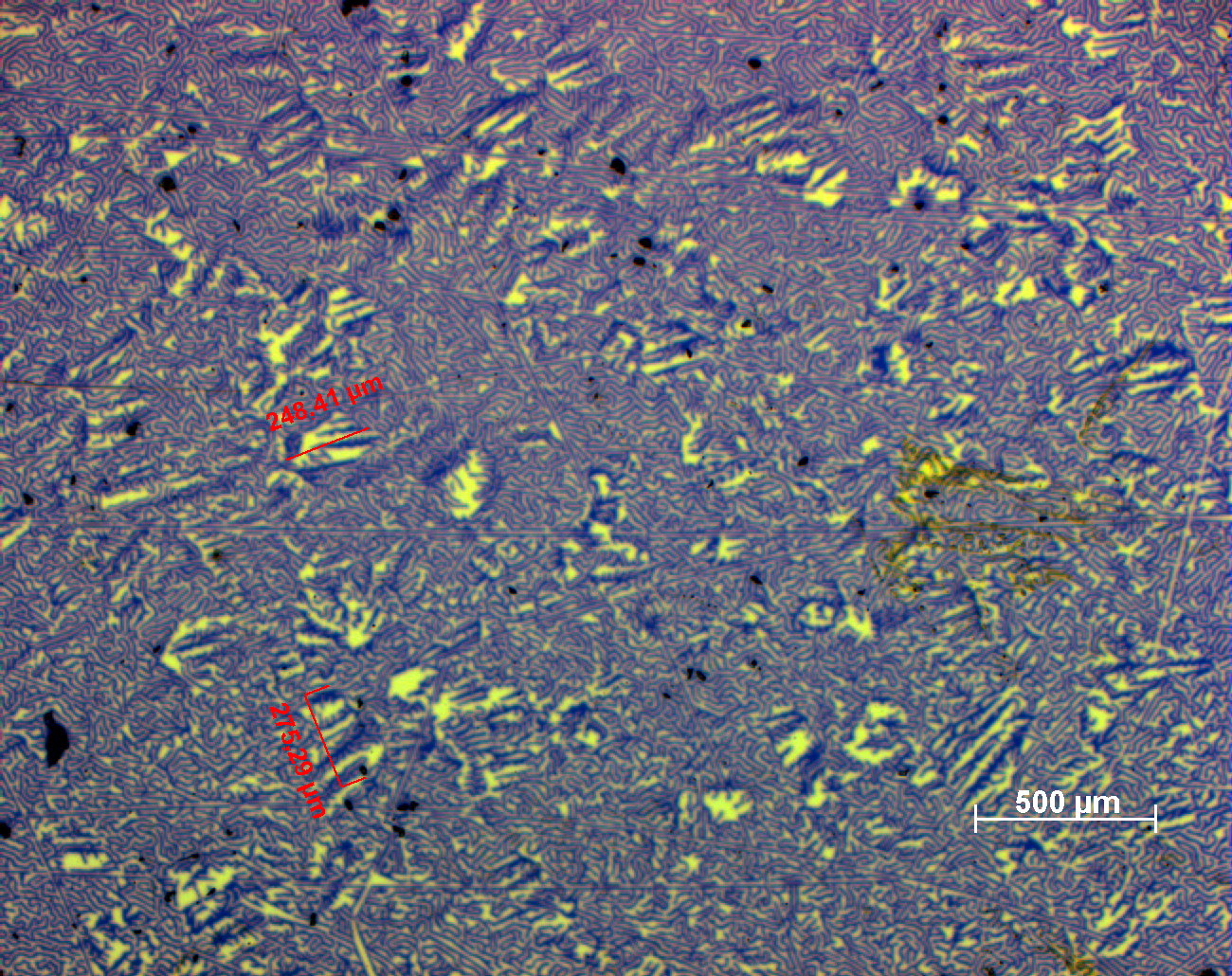
Struttura al microscopio dell'acciaio al silicio

## Curiosità

### LaSilicon Valley
Poiché il silicio è un importante elemento semiconduttore, il principale di tutta l'industria elettronica, la regione della Silicon Valley in California, nota per le numerose aziende di informatica ed elettronica, prende il suo nome proprio da questo elemento (silicio in inglese si traduce in silicon).

### Il silicio nella fantascienza
Si parla spesso i forme di vita a base di silicio principalmente a causa delle analogie chimiche tra silicio e carbonio. L'idea che la vita potesse basarsi sul silicio anziché sul carbonio fu proposta per la prima volta nel 1891 dall'astrofisico tedesco Julius Scheiner. Tuttavia, nonostante la sua abbondanza, la vita terrestre utilizza il silicio solo sotto forma di acido silicico e silice. Non esistono esempi noti di vita che utilizzi altri tipi di chimica del silicio. Quando si parla di "vita basata sul silicio", ci si riferisce solitamente alla diversificata chimica organosiliconica, e in particolare alla chimica in cui il carbonio nelle molecole organiche viene sostituito dal silicio.